# Socorro Lira
Maria Lira do Socorro Pereira (Brejo do Cruz, 1974) é uma cantora, produtora cultural, escritora, cineasta, violonista e compositora de música popular brasileira.
Nasceu na zona rural de Brejo do Cruz, sertão da Paraíba, Nordeste, Brasil, no ano de 1974. Poeta, compositora, intérprete, instrumentista e produtora cultural. Formada em Psicologia Social pela Universidade Estadual da Paraíba. Inicia-se ao violão como autodidata, vindo a estudar técnica violonística e introdução ao violão clássico no Departamento de Artes da Universidade Federal de Campina Grande. Estudou Cinema e Direção na AIC SP  e La puesta en escena cinematografica para diretora na EICTV  Reside em São Paulo, capital, desde 2004.

## Discografia
Álbum Dáme-me as Rosas - a poesia de Carolina Maria de Jesus na música de Socorro Lira (2024) 
Álbum Dharma (2022)
Single Depois de Ontem (2022)
Single Como el Amor (2022)
Álbum Noturno | a poesia de Ruth Guimarães na música de Socorro Lira (2022)
Single As Cigarras (2022)
CD Chama (2019/ 2020)
CD Cantos à Beira-mar | a poesia de Maria Firmina dos Reis na música de Socorro Lira (2019)
CD A língua que a gente fala (2018)
EP Seu Nome (2017)
DVD Amazônia Entre Águas e Desertos (2015)
CD Amazônia Entre Águas e Desertos (2014)
EP Os Sertões do Mundo (2014)
CD autoral Singelo tratado sobre a Delicadeza (2012)
O Samba do Rei do Baião, Socorro Lira e Oswaldinho do Acordeon (2013)
CD Lua Bonita Zé do Norte 100 Anos (2010-2011)
CD autoral Cores do Atlântico (2010/ 2016)
CD autoral No terreiro da Casa de Mãe Joana (2009)
CD autoral As Liras Pedem Socorro (independente) (2007)
CD autoral Intersecção – A Linha e o Ponto (2006)
CD autoral Cantigas de Bem-Querer (2003)
CD autoral Cantigas (2001)

## Publicações Literárias
Falar dos Meus Amores Invisíveis (romance, 2020) 
Da perspectiva das Orquídeas (poesia, 2018) 
A língua que a gente fala (conto infantil, 2018) 
A Pena Secreta da Asa (poesia, 2015) 
Aquarelar (poesia, 2007) 

## Cinema
Vênus Visitou São Paulo (curta-metragem de ficção/ roteiro, direção e produção) 
Aqui tem coco – Um dia em Caiana dos Crioulos (documentário/ direção, produção) 
Zefa (curta/ direção, produção) 
tô esperando você voltar (curta ficção/ produção, atuação) 
Geni (curta ficção/ trilha sonora) 
O futuro pode ser outro (animação/ narração) 

## Premiações
Socorro Lira foi premiada em 2012 e indicada em 2016 e 2017 ao Prêmio da Música Brasileira de melhor cantora (categoria regional)
Ganhou o Troféu Cata-vento de melhor música (Pata humana pata) de 2013, da rádio Cultura FM – São Paulo – Programa Solano Ribeiro.
Em 1998 recebeu o Prêmio Europa 98 da Associazione Senza Frontiere, de Lentate Sul – Seveso, Milão - Itália.

## Projetos
É idealizadora e diretora artística do Prêmio Grão de Música.
É apresentadora e diretora artística do Web programa Brasil por Dentro no a canal Youtube do Prêmio Grão de Música.
É cofundadora e diretora-presidenta da Associação Cultural Mata Branca (Espaço Mata Branca), de Brejo do Cruz, Paraíba, Nordeste, Brasil.

Idealizadora e diretora artística Projeto Memória Musical da Paraíba (produção e direção artística): CD Lua Bonita – Zé do Norte 100 anos (2010); CD Desencosta da Parede – Caiana dos Crioulos (2007); CD Pedra de Amolar –  (2004); CD Ciranda, Coco-de-Roda e Outros Cantos – Caiana dos Crioulos (2003).